# Physopleurus rugosus
Physopleurus rugosus là một loài bọ cánh cứng trong họ Cerambycidae.